# 遥海
遥海（はるみ、1996年6月25日 - ）は、日本のシンガーソングライター。以前には出生名である草ケ谷 遥海（くさがや はるみ）名義で活動していた。

## 概要
遥海は、2020年5月20日に、シングル『Pride』（4月24日から先行配信）でソニー・ミュージックレーベルズ/アリオラジャパンからメジャーデビューした本格派・実力派のシンガーである。『Pride』は、テレビアニメ『波よ聞いてくれ』(2020年４月～6月）のエンディングテーマソングとなった。
遥海は、2021年9月公開の映画「科捜研の女 -劇場版-」（「科捜研の女」の劇場版）の主題歌「声」の歌手に抜擢され、さらに「声」は2021年10月からのテレビドラマ『科捜研の女』Season21の主題歌にもなった。2022年1月26日には、初アルバム『My Heartbeat』をリリースした。
また、、ミュージカルにも関心が強く、2020年、「RENT」のミミ役として出演し、2023年の再演でも出演した。そして、2023年9月には「ラグタイム」にサラ役で出演し、共演の井上芳雄らに高く評価されて以来、ミュージカルへの出演が相次いでいる。2024年8月～9月には「RUN TO YOU」に出演し、2025年1月～3月には「SIX」へ出演した。「SIX」は、英国のオリジナルプロデューサー陣も魅了し、2025年11月には本拠地のロンドンウエストエンドでも日本語公演が予定されている。また、2025年7月には「ジェイミー」への出演も決まっている。
さらに、2024年10月公開の音楽劇映画「はじまりの日」（日比遊一監督）にW主演の一人として圧倒的な歌唱を披露し、活躍の場を広げている。
遥海は、「言葉を歌で伝えるアーティスト」として、表現力の高さに定評があり、本人も言葉や喜怒哀楽を伝えることを重視している。また、フィリピンのタガログ語に加えて、日本語詞の曲も英語詞の曲も日本語・英語ミックスの曲も、それぞれの言語の特性を踏まえながら強い説得力をもって歌うことのできるトリリンガルシンガーで、日本的な魅力とインターナショナルな魅力を兼ね備えていると評価されている。
さらに、パワーのある高音域とコクのある低～中音域を併せ持つ歌手として評価が高く、オーセンティックなソウル/R&Bからコンテンポラリーなポップスまで、ダンスナンバーからバラードまで、多様な音楽をハイブリッドに表現できるシンガーとして、今後を期待されている。
遥海も世界を目標としながら、日本の音楽シーンでしっかりとした実績を残したうえで、J-POPを世界に発信していきたいと考えている。

## 人物
遥海は、1996年にフィリピンで3人姉妹の末子として生まれた。日本人の父と、フィリピン人の母を持つハーフである。幼少期より日曜日には教会に礼拝に通うことが習慣になっており、そこにいたゴスペル隊が唄う歌に出会い、衝撃を受け、3歳の時ゴスペルチームに入った。幼少期、姉たちは勉強とスポーツが出来るのに対し、自分は何も出来ないという劣等感があったという。そのため、幼少期から「歌だけは姉たちには負けたくない」という意思があり、その意思が現在の活動に繋がっている。
13歳の時に日本で生活を始めた。しかし日本語を話せないため、何も伝えることができなかった。そのため、この頃から彼女がシンガーとして最も大切にしている矜持「日本語ができなかったから、日本語がわからない人にも伝わるような歌を歌いたい」と思うようになる。高校入学後には徐々に日本語を覚え、様々なオーディションにエントリーするようになった。フィリピンにいた時から『アメリカン・アイドル』などのオーディション番組を見ており、自分も出場したいと思っていたことからオーディション番組『Xファクター』の日本版として2013年4月から2014年3月まで日本で開催された『X FACTOR OKINAWA JAPAN』に応募。オーディションでは「スーパー高校生」として注目され、途中からはHey Worldのメンバーとして出場することになった。その後、遥海はテレビ朝日系列『関ジャニの仕分け∞』、『関ジャニ∞のTheモーツァルト 音楽王No.1決定戦』などの音楽番組に出演。日本での活動を広めるきっかけとなった。
遥海は影響を受けた音楽として、幼少期はホイットニー・ヒューストン、日本で最初に出会ったCDは誕生日プレゼントとしてもらった青山テルマの「そばにいるねfeat.SoulJa」、宇多田ヒカルなどを挙げている。宇多田ヒカルの曲はフィリピンでも流れており、最初に覚えた曲が宇多田の「First Love」だった。
一番大事にしている言葉（座右の銘）は、「Different is Beautiful（人と違うことは美しい）」と語っている。

## 経歴・活動
遥海の音楽との出会いは、毎週通っていた教会礼拝におけるゴスペル隊の歌であった。そして、2 - 3歳の時に、教会のゴスペルチームに入った。その頃から、ホイットニー・ヒューストンのCDにも刺激を受けたという。
高校生になりアルバイトをしていたマクドナルドの「Voice of McDonald's」という歌唱コンテストに参加したことが歌手になるきっかけとなった。また、本格的に歌手を目指すようになったのは、高校卒業のタイミングだった。主な活動履歴は以下のとおりである。
2013年4月 - 2014年3月、「Xファクター OKINAWA JAPAN」に挑戦した。
2015年12月18日にオンエアされた「第2回関ジャニ∞のTheモーツァルト 音楽王No.1決定戦」に出場した。
2018年1月3日にオンエアされた「第5回全日本歌唱力選手権 歌唱王」で、決勝における審査員得点にて史上最高得点である995点を獲得した。
2018年4月19日、クラウドファンディングを成功させ（目標金額の2.5倍の資金を集めた）、Zepp DiverCity(TOKYO)でのフリーライヴ『Road to Zepp』を行った。
2018年7月6日、シングル『誓い』を配信リリースした。『誓い』は、BS日テレドラマ「With your smile」の主題歌にもなった。
2018年6月から7月にかけて、本場のXファクターUKに挑戦し絶賛されたが、ステージ4で涙を飲んだ。
2018年12月から、男女混合ボーカルグループ「Love Harmony's, Inc.」に参加した。
2019年4月19日、「MAKE A DIFFERENCE EP」を配信限定リリースした。収録曲の一つの「君のストーリー」は、中京大学のTVCMにも起用された。
2019年10月16日、初のシングルCD「CLARITY」をリリースした。
2020年2月10日、渋谷「WWW」で、ワンマンライブ「HARUMI LIVE 2020 “Pride”」を行い、2020年5月20日のメジャーデビューを発表した。
2020年4月24日、デビューシングル『Pride』の先行配信が開始された。Spotifyのプレイリスト"Girl On Fire"（女性の強さ、フリーダム、孤独、自立をテーマに歌われた名曲たちのプレイリスト）や、"Women's Voice"（日本の女性アーティストの歌の特集、アニメ&ANIME!、New Music Friday Japanにも収録された。
2020年5月20日、ソニー・ミュージックレーベルズ/アリオラジャパンから、デビューシングル『Pride』でメジャーデビューした。また、この時期に、遥海セレクトの様々なプレイリストが紹介された。なお、『Pride』は、2021年、ヤクルトスワローズの強打者、山田哲人選手の登場曲の一つとして採用された。
2020年5月29日、『Believe In Myself』（TVアニメ「波よ聞いてくれ」第4話 挿入歌）が配信リリースされた。
2020年6月25日、メジャーデビュー後初めてのライブ（HARUMI LIVE 2020 "24"〜Birthday Special Live Stream〜）を無観客配信で行った。
2020年7月6日、TBS系音楽番組『CDTVライブ！ライブ！』に出演し、ビヨンセのカバー「Listen」とメジャーデビュー曲「Pride」を歌唱し、反響を呼んだ。デビュー後初となる地上波生歌唱であり、音楽プロデューサー松尾潔とゴスペラーズの黒沢薫の絶賛コメントも紹介された。約１か月後、8月10日にも再び同番組に出演し、絢香の「みんな空の下」をカバーした。
2020年8月31日、としまえん閉演日のイベント『としまえんど』に出演した。
2020年10月4日、ZIP-FM開局２７周年記念イベントの「ZIP SNS SQUARE 2020」に出演した。
2020年11月日本公演のミュージカル「RENT」のミミ役に抜擢され、観客を魅了したが、キャスト・スタッフにコロナウイルス感染が広がり、11月16日までで中止となった。
2020年12月11日、『WEAK』が配信リリースされた。
2021年2月17日、遥海自ら作詞に加わったオリジナル曲「FLY」と、幼少期からよく聴いてきた2000年代の洋楽R&Bラブソングのカバーが4曲収録された「INSPIRED EP」をリリースした。
2021年5月の毎週金曜日、J-WAVEの番組ALL GOOD FRIDAYの「COVER ME」というコーナー―で、宇多田ヒカルのOne Last Kissなどのカバー曲を披露した。同番組パーソナリティのLiLiCo、稲葉友に絶賛され、2022年5月の毎週金曜日にも、AIのアルデバランなどのカバー曲を披露した。
2021年6月17日、オリジナルアレンジのオーケストラ演奏とのライブ・アンサンブルをワンカットで切り取る新企画「With ensemble」にて、伊藤由奈の「Precious」を遥海がパフォーマンスした映像がYouTubeで公開された。6月24日には、オリジナル曲の「FLY」のライブ・アンサンブルも公開された。
2021年6月18日、国連第14回障害者権利条約締約国会議サイドイベント「障害・多様性・包摂：ブロードウェイ・マスタークラス」にて、本イベントのために制作されたテーマ・ソング「I’ll be there just for you」を歌唱し、国連公式ウェブサイト上のVimeoリンクよりアクセスが可能となっている。
2021年7月7日、ラブソング『ずっと、、、』が配信リリースされた。
2021年8月 - 9月放送のNHKみんなのうたの『スナビキソウ』の歌手として抜擢された。
2021年8月6日、『スナビキソウ』が配信リリースされた。
2021年8月27日、渋谷「WWW」で、メジャーデビュー後初の有観客ワンマンライブ「HARUMI LIVE 2021 “FOCUS”」を行った。
2021年9月3日公開の映画「科捜研の女 -劇場版-」（「科捜研の女」の劇場版）の主題歌「声」の歌手に抜擢され、主演の沢口靖子も「決して諦めず真実に辿り着こうと試みる…そんなマリコの精神と重なり、遥海さんの言葉が胸に響きました。」と、力強くのびやかな歌声を評価している。また、同日、「声」の配信リリースもされた。さらに、「声」は2021年10月からのテレビドラマ『科捜研の女』Season21の主題歌にも決定した。
「声」はヤクルトスワローズの強打者、村上宗隆選手の登場曲の一つとして採用されている。同じくヤクルトスワローズの強打者、山田哲人選手も登場曲の一つとして遥海の「Pride」を採用しており、注目されている。
2021年11月10日、メジャーデビュー後の2ndシングル『声』がリリースされた。7月～9月に配信リリースされた3曲（『ずっと、、、』、『スナビキソウ』、『声』）が含まれている。
2021年12月3日、2021年6月に続き、国連の「国際障害者デー」イベント（包摂的でアクセシブルなコロナ後の世界に向けて）に参加し、ゲスト・パネリストとして、英語での特別スピーチ及び「WEAK」と「I'll be there just for you」の2曲を歌唱し、アーカイブの視聴が可能となっている。
2021年12月5日、神宮球場で開催された東京ヤクルトスワローズファン感謝DAYにゲスト参加し、山田哲人選手や村上宗隆選手の登場曲にもなった「Pride」と「声」を披露した。
2022年1月12日からTOKYO MXで放送されている「BABY-HAMITANG」の主人公のベイビーハミタン役として初めて声優に起用された。その後、これに関連するいくつかのSDGs関連の番組に出演している。
2022年1月26日には、既発曲5曲と新曲5曲で構成された初アルバム『My Heartbeat』をリリースした。
2022年3月には、メジャーデビュー後初の東名阪ツアーを行った。
2022年4月21日、東京渋谷での３マンライブに出演した。
2022年5月下旬～6月上旬に幕張と名古屋で開催されたアイスショー「ファンタジー・オン・アイス」にアーティストとして出演し、2022年北京オリンピック及び世界フィギュアスケート選手権でのアイスダンス金メダリストのガブリエラ・パパダキス＆ギヨーム・シゼロンとのコラボで「WEAK」を歌い、カナダのエラッジ・バルデ率いる一流スケーターのアンサンブルとのコラボで新曲「ZONE」を歌った。また、怪我で降板となった樋口新葉のパフォーマンスとともに歌唱する予定だった「声」をソロで歌った。
2022年9月28日、市ヶ谷ルーテルホールで、常田俊太郎などとともに、初の教会でのアコースティックライブ「A Night To Remember Vol.1」を行った。遥海の際立った歌唱力が絶賛され、その後、2024年1月25日にVol.2、2025年5月８日にVol.3と、継続的に行われている。
2022年10月2日、「ZIP-FM 29th ANNIVERSARY ZIP AUTUMN STATION from 秋酒祭」に出演した。
2022年11月19日・20日、ケイティ・ペリーなどとともに、東京ガーデンシアターで開催された「True Colors Festival The Concert 2022」に出演した。
2022年12月22日、東京・恵比寿ザ・ガーデンルームで、クリスマスライブを行った。
2023年1月放送開始のテレビアニメ「アルスの巨獣」で、エンディングテーマソング「名もない花」を歌唱している。この曲は2月22日にシングル（「ZONE」（2022年5月27日配信）も収録）としてリリースされた。
2023年3月～4月には、2020年11月にコロナにより途中で中止になった「RENT」が再開催され、再びミミ役として出演した。
2023年５月24日、「Sky’s the limit」をデジタルリリースした。これは、金城学院大学とZIP-FMが共同で楽曲を制作するプロジェクトにより、ZIP-FMの番組「HOORAY HOORAY FRIDAY」の中のコーナー「CHEER UP SONG」内で金城学院大学の学生や教員と遥海が対話した内容をもとに制作されたものである。すでに番組内や金城学院大学の学位記授与式ではオンエアされていたが、改めてリリースされた。また、株式会社 バルカー のTVCMソングとしても2023年4月よりオンエアされている。
2023年6月10日、大手町三井ホールでワンマンライブを行い、アコースティックセッション、バックダンサーとのダンスを含む多彩なパフォーマンスを行った。また、自身が敬愛するホイットニー・ヒューストンのカバーメドレーも披露し、喝采を浴びた。
2023年9～10月には、東京、大阪、名古屋で公演されたミュージカル「ラグタイム」にサラ役で出演して絶賛され、共演者の井上芳雄にも高く評価された。
2024年３月10日、名古屋ウィメンズマラソンのスタートセレモニーで国歌独唱を行った。
2024年６月９日、日比谷音楽祭2024で、井上芳雄、石丸幹二とともに日比谷ブロードウェイとして参加し、三人が共演したミュージカル『ラグタイム』から「Wheels of a Dream」、『ライオンキング』から「Circle of Life」を披露し、さらに小田和正の「ラブ・ストーリーは突然に」に加わり合唱した。
2024年８月31日～9月16日、ミュージカル「RUN TO YOU」（名古屋、大阪、東京で開催）に出演した。
2024年10月5日、元JAYWALKボーカリストの中村耕一とW主演の音楽劇映画「はじまりの日」（日比遊一監督）が名古屋で先行公開された（全国公開は10月11日）。遥海にとっては、初めての映画出演であるが、圧倒的な歌唱を披露している。同じく10月5日、映画の劇中歌を収録したオリジナルサウンドトラックの発売・配信とシングルカット曲の配信も開始された。。
2025年1月～3月、ミュージカル「SIX」日本キャスト版に、ジェーン・シーモア役で出演した。
2025年5月28日、日比谷音楽祭から生まれた楽曲『雨が止んだら』(作詞作曲・桜井和寿)がシングルリリースされ、遥海も11名のボーカリストの一人として参加した。
2025年5月31日、前年に引き続き、井上芳雄等とともに日比谷ブロードウェイとして日比谷音楽祭2025に参加し、「雨が止んだら」と『レ・ミゼラブル』のメドレーを披露した。
2025年6月２日、昭和～平成期のヒットソングで綴るコンサート『Nostalgic Cabaret』にゲスト出演し、宇多田ヒカルの「First Love」と、徳永英明の「レイニーブルー」をカバーした。
また、2022年から、ソニー損保のCMのジングルの担当を行っている。
そのほか、X（旧Twitter）、Instagram、Threadsでの発信も行っている。また、1か月に1回程度、「Music Terrace」というYouTubeでの無料生配信を行ったり、TikTokで歌の配信を行っていた時期もある。
なお、2019年1月から2022年6月までは、名古屋のZIP-FM77.8の「Midnight Getaway」（毎週月曜日25時～25時半）という番組でラジオのナビゲーターを行い、番組内で多くのアカペラを披露した。

## ディスコグラフィ
＊詳細 ⇒ 遥海 Official Website＞Discography

### 遥海 名義

#### アルバム
| #                | 発売日           | タイトル         | 規格                     | 規格品番               | 収録楽曲 | 初収録作品       | 備考             |
| アリオラジャパン | アリオラジャパン | アリオラジャパン | アリオラジャパン         | アリオラジャパン       | アリオラジャパン | アリオラジャパン | アリオラジャパン |
| ---------------- | ---------------- | ---------------- | ------------------------ | ---------------------- | --- | ---------------- | ---------------- |
| 1st              | 2022年1月26日    | My Heartbeat     | CD                       | BVCL-1200              | DISC 1 1. Be Alright 2. Dotchi 3. Pride 4. 声 5. Don't want your love 6. WEAK 7. ずっと、、、 8. Two of Us 9. スナビキソウ 10. Pride (Strings and Piano Reprise)                                        | -                |                  |
| 1st              | 2022年1月26日    | My Heartbeat     | CD+DVD（初回生産限定盤） | BVCL-1198 ～ BVCL-1199 | DISC 1は同じ。 DISC 2 (2021.08.27 HARUMI LIVE 2021"FOCUS"@SHIBUYA WWW) 1. 記憶の海 2. Don't Break My Heart 3. FLY 4. スナビキソウ 5. WEAK 6. answer 7. Pride 8. ずっと、、、 9. Hearts Don't Lie 10. 声 | -                |                  |

#### CDシングル
| #                | 発売日           | タイトル         | 規格                         | 規格品番               | 収録楽曲 | 初収録作品       | 備考             |
| アリオラジャパン | アリオラジャパン | アリオラジャパン | アリオラジャパン             | アリオラジャパン       | アリオラジャパン | アリオラジャパン | アリオラジャパン |
| ---------------- | ---------------- | ---------------- | ---------------------------- | ---------------------- | --- | ---------------- | ---------------- |
| 1st              | 2020年5月20日    | Pride            | CD                           | BVCL-1082              | DISC 1 1. Pride 2. answer 3. Hearts Don't Lie 4. Fever Dream 5. Pride instrumental | -                |                  |
| 1st              | 2020年5月20日    | Pride            | CD+DVD（期間生産限定盤）     | BVCL-1083 〜 BVCL-1084 | DISC 1は同じ。 DISC 2 1. 「波よ聞いてくれ」ノンクレジット ED MOVIE | -                |                  |
| 1st              | 2020年5月20日    | Pride            | CD+DVD（初回生産限定盤）     | BVCL-1080 〜 BVCL-1081 | DISC 1は同じ。 DISC 2 1. Pride MUSIC VIDEO 2. 記憶の海 another ver. MUSIC VIDEO 3. Don't Break My Heart MUSIC VIDEO | -                |                  |
| 2nd              | 2021年11月10日   | 声               | CD                           | BVCL-1186              | DISC 1 1. 声 2. スナビキソウ 3. ずっと、、、 4. 声 instrumental 5. スナビキソウ instrumental 6. ずっと、、、instrumental | -                |                  |
| 2nd              | 2021年11月10日   | 声               | CD+Blu-ray（初回生産限定盤） | BVCL-1184              | DISC 1は同じ。 DISC 2 1. 声 Music Video 2. ずっと、、、 Music Video 3. 声 Music Video Behind The Scenes 4. 誓い LIVE Ver.( CLUB ONLINE JAPAN20/21) 5. 君のストーリー LIVE Ver.( CLUB ONLINE JAPAN20/21) 6. Pride LIVE Ver.(CLUB ONLINE JAPAN20/21)                                                        | -                |                  |
| 3rd              | 2023年2月22日    | 名もない花       | CD+BD（初回生産限定盤）      | BVCL-1276/7            | CD 1. 名もない花 2. 名もない花-piano ver. 3. ZONE 4. 名もない花 instrumental 5. 名もない花-piano ver. instrumental 6. ZONE instrumental BD 2022.09.28『A Night To Remember』-Church Live-Piano and Strings 1. FLY 2. 声 3. 記憶の海 4. WEAK 5. DARE ME 6. Pride (Strings and Piano Reprise) 7. 名もない花 |                  |                  |
| 3rd              | 2023年2月22日    | 名もない花       | CD+BD（期間生産限定）        | BVCL-1278/9            | DISC 1は同じ。 DISC 2 1. TVアニメ「アルスの巨獣」EDノンクレ映像 2. 名もない花 (MUSIC VIDEO) |                  |                  |

#### 配信限定シングル
| #                | 発売日           | タイトル                 | 規格                   | 初収録作品       | 備考             |
| アリオラジャパン | アリオラジャパン | アリオラジャパン         | アリオラジャパン       | アリオラジャパン | アリオラジャパン |
| ---------------- | ---------------- | ------------------------ | ---------------------- | ---------------- | ---------------- |
| 1st              | 2020年5月29日    | Believe In Myself        | デジタル・ダウンロード | -                |                  |
| 2nd              | 2020年12月11日   | WEAK                     | デジタル・ダウンロード | -                |                  |
| 3rd              | 2021年7月7日     | ずっと、、、             | デジタル・ダウンロード | 声               |                  |
| 4th              | 2021年8月6日     | スナビキソウ             | デジタル・ダウンロード | 声               |                  |
| 5th              | 2022年5月27日    | ZONE                     | デジタル・ダウンロード | 名もない花       |                  |
| 6th              | 2023年1月20日    | 名もない花               | デジタル・ダウンロード | 名もない花       |                  |
|                  | 2023年3月22日    | Precious - With ensemble | デジタル・ダウンロード |                  |                  |
|                  | 2023年3月22日    | FLY - With ensemble      | デジタル・ダウンロード |                  |                  |
|                  | 2023年5月24日    | Sky's the limit          | デジタル・ダウンロード |                  |                  |

#### EP
| #                             | 発売日                        | タイトル                      | 規格                          | 規格品番                      | 収録楽曲 | 備考                          |
| 遥海 / Sony Music Labels Inc. | 遥海 / Sony Music Labels Inc. | 遥海 / Sony Music Labels Inc. | 遥海 / Sony Music Labels Inc. | 遥海 / Sony Music Labels Inc. | 遥海 / Sony Music Labels Inc. | 遥海 / Sony Music Labels Inc. |
| ----------------------------- | ----------------------------- | ----------------------------- | ----------------------------- | ----------------------------- | --- | ----------------------------- |
| 1st                           | 2019年10月16日                | CLARITY                       | CD                            | HRM-1001                      | 1. Rainbow 2. Don’t Break My Heart 3. Don’t You Worry 4. 君のストーリー 5. 記憶の海 6. Ignis -Bonus Tracks 東方Project創作 ダンジョン探索RPG『不思議の幻想郷 -ロータスラビリンス-』より- 7. Alnair -Bonus Tracks 東方Project創作 ダンジョン探索RPG『不思議の幻想郷 -ロータスラビリンス-』より- |                               |
| アリオラジャパン              |                               |                               |                               |                               | |                               |
| 2nd                           | 2021年2月17日                 | INSPIRED EP                   | CD                            | BVCL-1089                     | 1. FLY 2. No One 3. LOVE 4. Take A Bow 5. Stickwitu |                               |

#### 配信限定EP
| #                                     | 発売日                                | タイトル                              | 規格                                  | 収録楽曲                                                                              | 備考                                  |
| Sony Music Entertainment (Japan) Inc. | Sony Music Entertainment (Japan) Inc. | Sony Music Entertainment (Japan) Inc. | Sony Music Entertainment (Japan) Inc. | Sony Music Entertainment (Japan) Inc.                                                 | Sony Music Entertainment (Japan) Inc. |
| ------------------------------------- | ------------------------------------- | ------------------------------------- | ------------------------------------- | ------------------------------------------------------------------------------------- | ------------------------------------- |
| 1st                                   | 2019年4月19日                         | MAKE A DIFFERENCE EP                  | デジタル・ダウンロード                | 1. Don't Break My Heart 2. DARE ME 3. 君のストーリー 4. DANCE DANCE DANCE! 5. DIAMOND |                                       |

#### 参加作品
| 発売日         | アーティスト         | タイトル                                | 販売形態 | 規格品番       | レーベル                                                                      | 備考                                                                 |
| -------------- | -------------------- | --------------------------------------- | -------- | -------------- | ----------------------------------------------------------------------------- | -------------------------------------------------------------------- |
| 2019年7月10日  | BANTY FOOT           | DIRECT ～ ALL JAPANESE DUB PLATE MIX ～ | CD       | ZLCP-0375      | ZIP NEXT Inc. / Sony Music Publishing (Japan) Inc. / MEDIA DO Co., Ltd. / VAA | 「Radio (feat. Rude-α & 遥海)」に参加。同年6月19日に先行配信された。 |
| 2022年12月18日 | s**t kingz           | HELLO ROOMIES!!! SOUND TRACK            | CD       | ASCU-6117      | アミューズ                                                                    | 「The Best Day feat.遥海」に参加                                     |
| 2025年5月28日  | 日比谷ブロードウェイ | 雨が止んだら                            | CD+DVD   | COZA-2182-2183 | 日本コロムビア                                                                |                                                                      |

### 草ケ谷遥海 名義

#### 配信限定シングル
| #             | 発売日        | タイトル      | 規格                   | 初収録作品    | 備考          |
| sambafree.inc | sambafree.inc | sambafree.inc | sambafree.inc          | sambafree.inc | sambafree.inc |
| ------------- | ------------- | ------------- | ---------------------- | ------------- | ------------- |
| 1st           | 2018年7月6日  | 誓い          | デジタル・ダウンロード |               |               |

## タイアップ
| 曲名                       | タイアップ | 起用年 |
| -------------------------- | --- | ------ |
| 誓い                       | BS日テレ『With your smile』主題歌                                                                                  | 2018年 |
| 君のストーリー             | 中京大学 テレビCM                                                                                                  | 2019年 |
| Pride                      | 毎日放送・TBS系『波よ聞いてくれ』エンディングテーマ                                                                | 2020年 |
| Believe In Myself          | 毎日放送・TBS系『波よ聞いてくれ』第4話挿入歌                                                                       | 2020年 |
| FLY                        | TBS系『CDTVサタデー』2月度オープニングテーマ                                                                       | 2021年 |
| I’ll be there just for you | 国連第14回障害者権利条約締約国会議サイドイベント「障害・多様性・包摂：ブロードウェイ・マスタークラス」テーマソング | 2021年 |
| スナビキソウ               | NHK『みんなのうた』2021年8月 - 9月オンエア楽曲                                                                     | 2021年 |
| 声                         | 東映配給映画『科捜研の女 -劇場版-』主題歌                                                                          | 2021年 |
| 声                         | テレビ朝日系木曜ミステリー『科捜研の女 season21』主題歌                                                            | 2021年 |
| Be Alright                 | バルカー テレビCM                                                                                                  | 2022年 |
| 名もない花                 | 毎日放送・TBS系『アルスの巨獣』エンディングテーマ                                                                  | 2023年 |
| Sky's the limit            | バルカー テレビCM                                                                                                  | 2023年 |

## 出演

### テレビアニメ
- BABY-HAMITANG（2022年、ベイビーハミタン[133]）

### 映画
- はじまりの日（2024年10月11日） [134][135]

### ミュージカル
- 東宝ミュージカル「RENT」 - ミミ役  2023年3月8日 - 4月2日：シアタークリエ / 4月7日 - 4月9日：新歌舞伎座 / 4月12日 - 13日、愛知県芸術劇場大ホール
- ラグタイム（2023年9月）サラ役
- RUN TO YOU（2024年8月 - 9月）[136]
- ミュージカル「SIX」日本キャスト版（2025年1月31日 - 2月21日：EX THEATER ROPPONGI / 2月28日 - 3月2日：御園座 / 3月7日 - 16日：梅田芸術劇場 シアター・ドラマシティ / 11月4日 - 9日〈予定〉、ヴォードヴィル劇場） - ジェーン・シーモア 役[137][138]
- ミュージカル「ジェイミー」（2025年7月、東京建物 Brillia HALL / 8月、新歌舞伎座 / 8月、愛知県芸術劇場大ホール） - プリティ 役[139]